# Elisabeth Marschall
 (novembre 2022).
Si vous disposez d'ouvrages ou d'articles de référence ou si vous connaissez des sites web de qualité traitant du thème abordé ici, merci de compléter l'article en donnant les références utiles à sa vérifiabilité et en les liant à la section « Notes et références ».
Pour les articles homonymes, voir Marschall.
Elisabeth Marshall, née en 1886 et morte en 1947, est l'infirmière-chef (Oberschwester) du camp de concentration de Ravensbrück. Elle a notamment pour tâche de sélectionner de futures exécutées, supervise des expériences médicales et choisit les détenues envoyées à Auschwitz. Elle officie avec le docteur Percival Treite et Adolf Winkelmann. 
On la décrit alors comme une femme d'apparence  joviale, capable de s'extasier sur les nouveau-nés du camp de Ravensbruck.
Le 3 mai 1947, au procès de Ravensbrück, à Hambourg, elle est reconnue coupable : elle est alors la plus vieille criminelle nazie à être pendue, à l'âge de 61 ans.

## Sources
- (en) Cet article est partiellement ou en totalité issu de l’article de Wikipédia en anglais intitulé « Elisabeth Marschall » (voir la liste des auteurs).